# Half Nelson (série télévisée)
Half Nelson est une série télévisée américaine en huit épisodes de 45 minutes, créée par Lou Shaw et Glen A. Larson et diffusée entre le 24 mars 1985 et le 10 mai 1985 sur le réseau NBC.
Cette série est inédite dans tous les pays francophones.

## Synopsis
Rocky Nelson est un policier vétéran de New York. Après avoir déménagé à Hollywood où il compte faire carrière comme acteur, il s'occupe de la sécurité de personnalités du cinéma et d'autres personnes fortunées. A l'occasion, il aide la police locale à résoudre des délits et des crimes...

## Fiche technique
- Titre original : Half Nelson
- Création : Glen A. Larson et Lou Shaw
- Musique : Stu Phillips
- Montage : Tom Benko
- Producteur : Lou Shaw
- Producteur exécutif : Glen A. Larson
- Compagnie de production : Glen A. Larson Productions - Twentieth Century Fox Television
- Compagnie de distribution : National Broadcasting Company
- Pays d'origine :  États-Unis
- Langue : Anglais Mono
- Image : Couleurs
- Ratio écran : 1.33:1 plein écran 4:3
- Négatif : 35 mm
- Durée : 45 minutes
- Genre : policier
- Date de première diffusion : 24 mars 1985 sur NBC

## Distribution
- Joe Pesci : Rocky Nelson
- Fred Williamson : Chester Long
- Victoria Jackson : Annie O'Hara
- Bubba Smith : Kurt
- Dick Butkus : Beau
- Gary Grubbs : Détective Hamill
- Dean Martin : lui-même

## Épisodes
1. Half Nelson
2. The Deadly Vase
3. Uppers and Downers
4. Diplomatic Inmunity
5. Nose Job
6. Chariots for Hire
7. The Beverly Hills Princess
8. Malibu Colony